# کروکودیل (فیلم ۱۹۹۶)
کروکودیل (کره‌ای: 악어) فیلمی به نویسندگی و کارگردانی کیم کی-دوک محصول سال ۱۹۹۶ کره جنوبی است. این فیلم اولین کارگردانی کیم کی دوک است و دربارهٔ جوان خشن با اسم مستعار کروکودیل که زیر پل زندگی می‌کند و عاشق دختری می‌شود که قصد خودکشی داشته و خودش را از روی پل داخل آب پرت کرده‌است.